# Camponotus walkeri
Camponotus walkeri é uma espécie de inseto do gênero Camponotus, pertencente à família Formicidae.